# مهاجران احیای زمین بایر مانچوکوئو
مهاجران احیای زمین بایر مانچوکوئو (به ژاپنی: 満蒙開拓移民 まんもうかいたくいみん) به مهاجران ژاپنی گفته می‌شود که بعد از حادثه موکدن (۱۹۳۱) تا جنگ اقیانوس آرام (اواخر ۱۹۴۱) به سه منطقهٔ منچوری، مغولستان داخلی و شمال چین توسط دولت ژاپن مهاجرت داده شدند. 
مهاجرت چشم‌گیر ژاپنیان به این مناطق پس از حادثه موکدن در سال ۱۹۳۱ آغاز شد. در سال ۱۹۳۶ کابینهٔ هیروتا کوکی نخست وزیر وقت طرحی بیست ساله را تصویب کرد که بر اساس آن از سال ۱۹۳۶ تا ۱۹۵۶ ، ۵ میلیون ژاپنی به عنوان مهاجر به این مناطق اعزام می‍شدند و قرار بود یک میلیون حلقه چاه توسط این مهاجران جهت کشاورزی حفر شود. در سال ۱۹۳۶ در حدود ۲۰٬۰۰۰ نفر خانوادهٔ ژاپنی و از سال ۱۹۳۸ تا ۱۹۴۲ حدود ۲۰٬۰۰۰ نفر دیگر در این مناطق اسکان داده شدند. این مهاجرت در زمانی که ارتش سلطنتی ژاپن، برتری هوایی و دریایی خود را در دریای زرد از دست داد متوقف شد.